# 军旅剧
军旅剧，為中國大陸特色電視劇種，以描述中国人民解放军、中国人民武装警察部队等中华人民共和国军队相关的軍人、军队历史為主。著名劇集如《亮劍》、《士兵突击》便是屬於該類型。
2000年代播出的《亮剑》、《士兵突击》等剧被视为传统军旅剧。进入2020年代以后，军旅剧有偶像劇的倾向，亦成为流量演员转型的“跳板”。2021年陆续播出的《你是我的城池营垒》、《愛上特種兵》、《我的人间烟火》等剧，都围绕着男军官与女医生之间的恋爱故事展开。此类人物设定与韓國電視劇《太陽的後裔》的设定基本相同。中国电影制片人协会创作联络部主任赵卫国认为，现有的军旅剧“以造星剧、偶像剧的思路手法将主角光环打造得格外耀眼，有违基本的军队内部关系和成长规律。满屏都是美女帅哥和超人奇才，唯独缺乏普通家庭平凡人物的成长踪影和奋斗历程。”

## 著名軍旅片
- 《迷局破之深潜》
- 《秘密圖紙》，描述国共于1960年代谍战的电视剧。
- 《烏龍山剿匪記》
- 《山间铃响马帮来》，描述中华人民共和国成立后，云南一带马帮协助中国共产党的电视剧。
- 《借枪》
- 《五星红旗迎风飘扬》，根据当事人回忆录等资料改编的关于两弹一星研制过程的电视剧。
- 《敌营十八年》
- 《亮剑》[1]
- 《我的兄弟叫顺溜》[1]
- 《第五空间》，描述中国人民解放军陆军航空兵的电视剧集。
- 《炊事班的故事》，第一部军旅题材的情景喜剧[1]。